# Zhang Qiongyue
Zhang Qiongyue (chinesisch 張瓊月, Pinyin Zhāng Qióngyuè; * 12. März 2004 in Jilin) ist eine chinesische Sportschützin.

## Erfolge
Zhang Qiongyue gab 2022 bei den Weltmeisterschaften in Kairo ihr Debüt im Erwachsenenbereich und gewann mit der Mannschaft im Dreistellungskampf mit dem Kleinkalibergewehr sogleich eine Bronzemedaille. Ein Jahr darauf wurde sie in Changwon bei den Asienmeisterschaften mit der Mannschaft im liegenden Anschlag mit dem Kleinkalibergewehr Dritte. Bei den 2023 ausgetragenen Asienspielen 2022 in Hangzhou wurde Zhang wiederum im Mannschaftswettkampf im Dreistellungskampf mit dem Kleinkalibergewehr Erste und belegte im Einzel zudem den zweiten Platz. Darüber hinaus wurde Zhang bei den Weltmeisterschaften in Baku im Dreistellungskampf im Einzel Weltmeisterin.
Bei den Olympischen Spielen 2024 in Paris ging Zhang ebenfalls im Dreistellungskampf mit dem Kleinkalibergewehr an den Start. Mit 593 Punkten in der Vorrunde stellte sie zusammen mit der punktgleichen US-Amerikanerin Sagen Maddalena den olympischen Rekord ein und qualifizierte sich als Zweite für das Finale. Dieses schloss sie mit 452,9 Punkten auf dem dritten Platz ab, womit sie hinter der siegreichen Schweizerin Chiara Leone sowie Sagen Maddalena die Bronzemedaille gewann.